# (10552) Stockholm
(10552) Stockholm ist ein Asteroid im äußeren Hauptgürtels. Der Asteroid wurde am 22. Januar 1993 von dem belgischen Astronomen Eric Walter Elst am La-Silla-Observatorium der Europäischen Südsternwarte in Chile (IAU-Code 809) entdeckt wurde.
Für den Asteroiden wurde ein mittlerer Durchmesser von 9,605 (±0,125) km berechnet. Die Rotationsperiode des Asteroiden wurde mehrmals untersucht, die Lichtkurven reichten jedoch nicht zu einer Bestimmung aus.
Nach der SMASS-Klassifikation (Small Main-Belt Asteroid Spectroscopic Survey) wurde bei einer spektroskopischen Untersuchung von Gianluca Masi, Sergio Foglia und Richard P. Binzel bei (10552) Stockholm von einer dunklen Oberfläche ausgegangen, es könnte sich also, grob gesehen, um einen S-Asteroiden handeln. Die Albedo von 0,070 (±0,009) weist ebenfalls auf eine dunkle Oberfläche hin.
Mittlere Sonnenentfernung (große Halbachse), Exzentrizität und Neigung der Bahnebene des Asteroiden entsprechen in etwa der Themis-Familie, einer Gruppe von Asteroiden, die nach (24) Themis benannt wurde.
(10552) Stockholm wurde am 20. März 2000 nach der schwedischen Hauptstadt Stockholm benannt.